# Верея (Раменский район)
Верея́ — деревня в Раменском муниципальном районе Московской области. Входит в состав сельское поселение Верейское. Население — 1940 чел. (2010).

## Название
Название происходит от народного географического термина верея — «возвышенное сухое место на низменности среди болот и сырых мест в лесу».

## География
Деревня Верея расположена в северной части Раменского муниципального Раменского муниципального округа, примерно в 10 км к северо-западу от города Раменское. Высота над уровнем моря 125 м. Рядом с деревней протекает река Быковка. В деревне 2 улицы, рядом проходит Островецкое шоссе. К деревне приписано 3 ГСК. Ближайший населённый пункт — село Быково.

## История
В 1926 году деревня являлась центром Верейского сельсовета Быковской волости Бронницкого уезда Московской губернии.
С 1929 года — населённый пункт в составе Раменского района Московского округа Московской области.
До муниципальной реформы 2006 года Верея входила в состав Быковского сельского округа Раменского района.

## Население
| 1926 | 2002  | 2010  |
| ---- | ----- | ----- |
| 1344 | ↗1434 | ↗1940 |

В 1926 году в деревне проживало 1344 человека (617 мужчин, 727 женщин), насчитывалось 258 крестьянских хозяйств. По переписи 2002 года — 1434 человека (637 мужчины, 797 женщины).